# 31a Divisió (Exèrcit Popular de la República)
La 31a Divisió va ser una de les divisions de l'Exèrcit Popular de la República que es van organitzar durant la Guerra Civil espanyola sobre la base de les Brigades Mixtes. Va estar desplegada en els fronts d'Aragó i Segre.

## Historial
La divisió va ser creada el 28 d'abril de 1937, al front d'Aragó. Assignada a les reserves de l'Exèrcit de l'Est, va quedar sota el comandament del comandament del coronel Antonio Escoda Xatruch. Va tenir la seva caserna general a Siétamo. Després de la dissolució de la 29a Divisió, la 31a la va substituir i va passar a cobrir el sector del setge d'Osca. L'agost de 1937 una de les seves brigades, la 134a, va prendre part en l'ofensiva de Saragossa.
Al març de 1938, després del començament de l'ofensiva franquista en el front d'Aragó, la 31a Divisió es va veure obligada a retirar-se davant la superioritat enemiga. No obstant això, aquesta retirada es va transformar en una desbandada de les seves forces, que es van escampar en petits grups. Aquesta desbandada, a més, va deixar desprotegit el flanc sud de la 43a Divisió, que acabaria sent encerclada al Pirineu. El comandament republicà va acabar per ordenar la dissolució de la unitat.
La divisió va ser novament recreada el 19 d'abril de 1938. La unitat va tornar a quedar enquadrada en el X Cos d'Exèrcit, composta per les brigades mixtes 62a, 104a i 134a; el comandament va passar a les mans del major de Manuel Trueba Mirones. La seva caserna general va quedar establert en el quilòmetre 18 de la carretera Artesa-Tremp.
La 31a Divisió va passar a cobrir les posicions defensives del front del Segre. El 29 de desembre de 1938, al començament de la campanya de Catalunya, les seves posicions van ser durament atacades per la 150a Divisió franquista, veient-se empesa cap a la rereguarda. A partir del 2 de gener de 1939 va passar a quedar adscrita a l'XI Cos d'Exèrcit. No obstant això, la divisió no va ser capaç de frenar l'ofensiva franquista i emprendidó la retirada cap a la frontera francesa al costat d'altres unitats republicanes.

## Comandaments
Comandants
- coronel d'infanteria Antonio Escoda Xatruch;[1]
- comandant d'aviació Ernesto Navarro Márquez;[9]
- major de milícies Manuel Trueba Mirones;

Comissari
- Josep Miret Musté, del PSUC;[10]
- Francisco Durán Rosell, del PSUC;[11]

## Ordre de batalla
| Data               | Cos d'Exèrcit adscrit | Brigades Mixtes integrades | Front de batalla |
| Juny de 1937       | X Cos d'Exèrcit       | 133a, 134a i 135a          | Aragó            |
| Març-Abril de 1938 | X Cos d'Exèrcit       | 62a, 133a i 134a           | Aragó            |
| 19 d'abril de 1938 | X Cos d'Exèrcit       | 62a, 104a i 134a           | Segre            |